# Craig Norrie
Craig Norrie (22 juli 1960) is een voormalig Brits voetballer. Hij stond in het Nederlandse betaalde voetbal onder contract bij FC Wageningen en speelde buiten Engeland bij KFC Winterslag en Lierse SK uit België en Mazda SC uit Japan.

## Wedstrijdstatistieken
| Seizoen | Club                    | Competitie                             | wed. | goals |
| ------- | ----------------------- | -------------------------------------- | ---- | ----- |
| 1976/77 | Hull City               | Second division                        | 0    | 0     |
| 1977/78 | Hull City               | Second division                        | 0    | 0     |
| 1978/79 | Hull City               | Third division                         | 0    | 0     |
| 1979/80 | Hull City               | Third division                         | 0    | 0     |
| 1980/81 | Hull City               | Third division                         | 0    | 0     |
| 1981/82 | FC Wageningen           | Eerste divisie                         | 14   | 4     |
| 1982/83 | FC Wageningen           | Eerste divisie                         | 29   | 9     |
| 1983/84 | KFC Winterslag          | Tweede klasse                          |      |       |
| 1983/84 | Lierse SK               | Eerste klasse                          |      |       |
| 1984/85 | Grantham Town FC        | Northern Premier League                |      |       |
| 1984/85 | Gainsborough Trinity FC | Northern Premier League                |      |       |
| 1985/86 | North Ferriby United    | Northern Counties East Football League |      |       |
| 1986/87 | Mazda SC                | J2 League                              |      |       |
| 1987/88 | Mazda SC                | J2 League                              |      |       |